# Повелитель мух (Секретные материалы)
«Повелитель мух» (англ. «Lord of the Flies») — 5-й эпизод 9-го сезона сериала «Секретные материалы». Премьера состоялась 16 декабря 2001 года на телеканале FOX. Эпизод принадлежит к типу «монстр недели» и никак не связан с основной «мифологией сериала», заданной в первой серии.
Режиссёр — Ким Мэннэрс, автор сценария — Томас Шнауз, приглашённые звёзды — Аарон Пол, Эйрик Эган, Брэнден Уильямс, Эрик Авари, Хэнк Харрис, Джейн Линч, Майкл Уайзман и Самира Армстронг.
В США серия получила рейтинг домохозяйств Нильсена, равный 6,2, который означает, что в день выхода серию посмотрели 9,9 миллионов человек.
Главные герои сериала — агенты ФБР, расследующие сложно поддающиеся научному объяснению преступления, называемые Секретными материалами.. Сезон концентрируется на расследованиях агентов Даны Скалли (Джиллиан Андерсон), Джона Доггетта (Роберт Патрик) и Моники Рейс (Аннабет Гиш).

## Сюжет
На съемках реалити-шоу для местного телеканала во время исполнения трюка погибает каскадер-любитель. Скалли, Доггетт и Рейс обнаруживают, что тот был убит роем мух, оказавшимся у него в голове.